# Als Kirke
Als Kirke är en kyrka i Als i Danmark. Kyrkan ligger på en kulle med utsikt över Kattegatt.

## Kyrkobyggnaden
Förr i tiden fanns årtalet 1309 inristat på kyrkans norra sida. Förmodligen är det då kyrkan färdigställdes. Kyrkan är byggd i romansk stil och består av långhus med smalare kor och en halvrund absid. Vid västra sidan finns ett kyrktorn och vid södra sidan finns ett vapenhus. En stor ombyggnad genomfördes omkring år 1500 då tornet tillkom.

## Inventarier
- Dopfunten av granit är från 1200-talet. Tillhörande dopfat av mässing tillverkades 1575 i södra Tyskland.
- Orgeln med 15 stämmor fördelade på två manualer och pedal tillverkades 1978 av Marcussen & Søn.
- Predikstolen är från omkring 1600 och har avbildningar av evangelisterna.
- Votivskeppet är en fullriggare från 1895.